# Radio SAW
Radio SAW (správně radio SAW) je první soukromá rozhlasová stanice v německé spolkové zemi Sasko-Anhaltsko. Zkratka „SAW“ znamená „Sachsen-Anhalt Welle“ (česky Sasko-anhaltská vlna). Tento název byl plánován již dávno před založením.
Tato radiostanice začala vysílat 8. září 1992 z budovy staré výrobny tapet v Magdeburgu (hlavní město Sasko-Anhaltska). Rádio SAW vysílá program, který je určen primárně posluchačům ze Sasko-Anhaltska a sousedních spolkových zemí. Cílová skupina obyvatelstva se pohybuje mezi 14 a 49 lety. Provozovatelem vysílání je firma VMG (Verlags- und Mediengesellschaft mbH & Co. KG.)